# فربيون مقدسي
الفربيون المقدسي (باللاتينية: Euphorbia hierosolymitana) نوع نباتي يتبع جنس الفربيون من الفصيلة اللبنية.

## الموئل والانتشار
ينتشر في بلاد الشام ومصر وتركيا والقوقاز.

## مرادفات للاسم العلمي
- (باللاتينية: Euphorbia thamnoides var. hierosolymitana (Boiss.) Boiss.)